# Михайловка (Смоленский район, Алтайский край)
Михайловка — село в Смоленском районе Алтайского края России. Входит в состав Кировского сельсовета.

## История
В 1928 году посёлок Михайловка состоял из 102 хозяйств. В административном отношении являлся центром Михайловского сельсовета Смоленского района Бийского округа Сибирского края.

## Население
| 1926 | 1997 | 1998 | 1999 | 2000 | 2001 |
| ---- | ---- | ---- | ---- | ---- | ---- |
| 655  | ↘31  | ↘29  | ↘22  | →22  | ↗26  |
| 2002 | 2003 | 2004 | 2005 | 2006 | 2007 |
| ↘17  | ↗26  | ↗33  | ↘30  | ↗31  | ↘23  |
| 2008 | 2009 | 2010 | 2011 | 2012 | 2013 |
| ↗24  | ↘20  | ↘5   | ↘4   | →4   | ↘2   |

Национальный состав
В 1928 году основное население — русские. 
Согласно результатам переписи 2002 года, в национальной структуре населения русские составляли 79 %.